# Riviera Saints
I Riviera Saints sono una squadra svizzera di football americano di Vevey militante in NSFL, fondata nel 1999.
Hanno vinto 4 NSFL Bowl.

## Dettaglio stagioni

### Tackle football

#### Tornei nazionali

##### Lega C
| Stagione | regular season | regular season | regular season | regular season | regular season | regular season | playoff | playoff | playoff | playoff | playoff | playoff          | playoff        |
|          | Vin            | Par            | Per            | Tot            | PF             | PS             | Vin     | Per     | Tot     | PF      | PS      | risultato        | avversaria     |
| -------- | -------------- | -------------- | -------------- | -------------- | -------------- | -------------- | ------- | ------- | ------- | ------- | ------- | ---------------- | -------------- |
| 2019     | 3              | 0              | 2              | 5              | 58             | 99             | 0       | 1       | 1       | 12      | 28      | Quarti di finale | Morges Bandits |
| Totale   | 3              | 0              | 2              | 5              | 58             | 99             | 0       | 1       | 1       | 12      | 28      |                  |                |

Fonte: Sito storico SAFV

#### Tornei locali

##### NSFL

###### NSFL Tackle Élite
| Stagione | regular season | regular season | regular season | regular season | regular season | regular season | playoff | playoff | playoff | playoff | playoff | playoff      | playoff             |
|          | Vin            | Par            | Per            | Tot            | PF             | PS             | Vin     | Per     | Tot     | PF      | PS      | risultato    | avversaria          |
| -------- | -------------- | -------------- | -------------- | -------------- | -------------- | -------------- | ------- | ------- | ------- | ------- | ------- | ------------ | ------------------- |
| 2005     | 3              | 0              | 5              | 8              | 84             | 130            | -       | -       | -       | -       | -       | -            | -                   |
| 2006     | 3              | 0              | 2              | 5              | 86             | 57             | 1       | 1       | 2       | 6       | 22      | NSFL Bowl    | Fribourg Cardinals  |
| 2007     | 3              | 0              | 4              | 7              | 106            | 85             | 1       | 0       | 1       | 19      | 0       | Quinto posto | Monthey Rhinos      |
| 2008     | 5              | 0              | 1              | 6              | 136            | 23             | 2       | 0       | 2       | 55      | 6       | Campioni     | Neuchâtel Knights   |
| 2009     | 7              | 0              | 1              | 8              | 225            | 55             | 2       | 0       | 2       | 39      | 12      | Campioni     | Lausanne LUCAF Owls |
| 2010     | 4              | 0              | 2              | 6              | 120            | 36             | 2       | 0       | 2       | 22      | 14      | Campioni     | Geneva Seahawks     |
| 2011     | 6              | 0              | 1              | 7              | 135            | 53             | 1       | 1       | 2       | 27      | 28      | Terzo posto  | La Côte Centurions  |
| 2012     | 6              | 0              | 3              | 9              | 130            | 100            | -       | -       | -       | -       | -       | -            | -                   |
| 2013     | 7              | 0              | 0              | 7              | 214            | 43             | 0       | 1       | 1       | 11      | 32      | NSFL Bowl    | Geneva Seahawks     |
| 2014     | 5              | 0              | 2              | 7              | 136            | 111            | 0       | 2       | 2       | 45      | 59      | Quarto posto | Yverdon Ducs        |
| 2015     | 4              | 0              | 4              | 8              | 180            | 162            | -       | -       | -       | -       | -       | -            | -                   |
| 2016     | 0              | 0              | 5              | 5              | 55             | 158            | -       | -       | -       | -       | -       | -            | -                   |
| 2017     | 6              | 0              | 1              | 7              | 307            | 79             | -       | -       | -       | -       | -       | -            | -                   |
| 2018     | 6              | 0              | 2              | 8              | 90             | 40             | 2       | 0       | 2       | 36      | 20      | Campioni     | Monthey Rhinos      |
| Totale   | 65             | 0              | 33             | 98             | 2004           | 1132           | 11      | 5       | 16      | 260     | 193     |              |                     |

Fonte: Sito storico SAFV

### Flag football

#### Tornei locali

##### NSFL

###### NSFL Flag Élite
| Stagione | regular season | regular season | regular season | regular season | regular season | regular season | playoff | playoff | playoff | playoff | playoff | playoff    | playoff       |
|          | Vin            | Par            | Per            | Tot            | PF             | PS             | Vin     | Per     | Tot     | PF      | PS      | risultato  | avversaria    |
| -------- | -------------- | -------------- | -------------- | -------------- | -------------- | -------------- | ------- | ------- | ------- | ------- | ------- | ---------- | ------------- |
| 2007     | 2              | 0              | 2              | 4              | 50             | 44             | 0       | 1       | 1       | 42      | 44      | Semifinale | Morges Capone |
| Totale   | 2              | 0              | 2              | 4              | 50             | 44             | 0       | 1       | 1       | 42      | 44      |            |               |

Fonte: Sito storico SAFV

## Palmarès
- 4 NSFL Bowl Tackle Élite (2008, 2009, 2010, 2018)
- 1 NSFL Flag Bowl Junior (2008)